# Monasterio de Vatopedi
Vatopedi (Βατοπέδι Βατοπαίδι) es un monasterio ortodoxo del Monte Athos. El segundo en la jerarquía de los 20 monasterios que forman la comunidad monástica de la Montaña Sagrada tras el Gran Laura.
Fue fundado en la segunda mitad del siglo X (972) por tres monjes de Edirne, Nicolaos, Athanassios y Antonios. Su festividad es el día de la Anunciación de la Madre de Dios que se celebra en 25 de marzo según el calendario gregoriano y el 7 de abril según el calendario juliano.

## Cinturón de la Virgen María
En el Monasterio de Vatopediou se conserva una de las reliquias más importantes del cristianismo ortodoxo, el cinturón que llevó la Virgen María. Según reza la tradición, el cinturón fue tejido por la propia madre de Jesús a partir de lana de camello y lo utilizó hasta el fin de sus días, tras lo cual pasó a manos del apóstol Tomás. Según crónicas bizantinas, dos viudas piadosas de Jerusalén guardaron el cinturón y el manto de la Virgen tras la Asunción de esta al cielo. A partir de aquí, las reliquias se traspasaron de generación en generación.
Durante el reinado del Emperador Arcadio (395-408), las sagradas reliquias fueron depositadas en Constantinopla, más tarde se repartieron y se enviaron a varios países. Los monjes del monasterio Vatopedi guardan el cinturón desde hace siglos y fabrican pequeñas réplicas de la reliquia para los peregrinos. Se le atribuyen a este trozo de tela varios milagros, entre otras cosas, que puede curar la infertilidad.
El cinturón llevaba siglos sin salir del Monte Athos, sin embargo entre el 20 de octubre y el 28 de noviembre de 2011, la reliquia realizó una peregrinación por varias ciudades de Rusia, entre ellas; San Petersburgo (primera ciudad rusa que acogió a la reliquia), Ekaterimburgo (en los Urales), Norilsk (en el círculo polar ártico), Vladivostok (en el Pacífico), Tiumén (en Siberia) y otras ciudades. Entre el 19 y el 28 de noviembre el cinturón fue venerado en la Catedral de Cristo Salvador de Moscú, siendo visitado por más de un millón de personas venidas de toda Rusia e incluso de países vecinos. El monasterio de Vatopediou del Monte Athos se vio obligado a ampliar el plazo de estancia de la reliquia en territorio ruso debido al gran interés que causó entre la feligresía rusa, que en muchos casos tuvo que dormir en plena calle.
Inicialmente el Santo Cinturón debía estar en la capital rusa por un espacio de unos cuatro días, luego se decidió prolongar el plazo por tres días, después por uno más. La ceremonia de despedida del Cinturón de la Virgen (o Santo Cíngulo) empezó el lunes 28 de noviembre de 2011 a las 6.50 hora de Moscú en el aeropuerto capitalino de Vnukovo-3, tras la despedida por parte de los miembros de la Iglesia Ortodoxa Rusa el cinturón regresó al monasterio de Vatopediou en el Monte Athos.

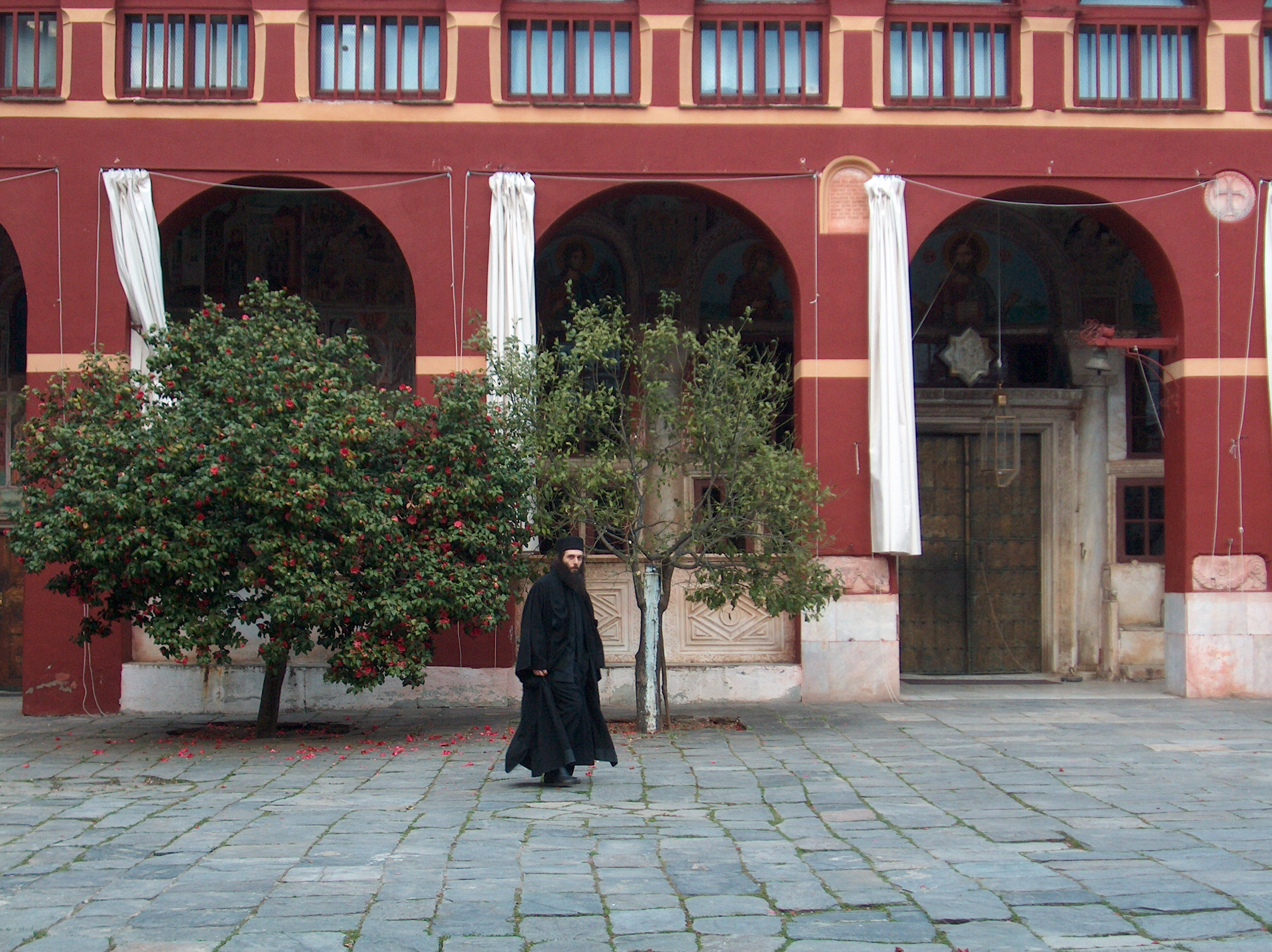
Monje ortodoxo en el Monasterio de Vatopediou.

## Edificios principales
- La Iglesia Primaria (Katholikon), dedicada a la Anunciación de la Madre de Dios.
- El Refectorio, o trapeza.
- EL reloj de la torre del periodo bizantino.
- La torre del noreste, del siglo X, que ahora alberga la biblioteca.